# Vellinge (comuna)
Vellinge (em sueco: Vellinges kommun) é uma comuna da Suécia localizada no condado de Escânia. Sua capital é a cidade de Vellinge. Tem 143 quilômetros quadrados e pelo censo de 2018, havia 36 499 habitantes.